# Efferia aestuans
Efferia aestuans este o specie de muște din genul Efferia, familia Asilidae. A fost descrisă pentru prima dată de Linnaeus în anul 1763. Conform Catalogue of Life specia Efferia aestuans nu are subspecii cunoscute.

## Galerie

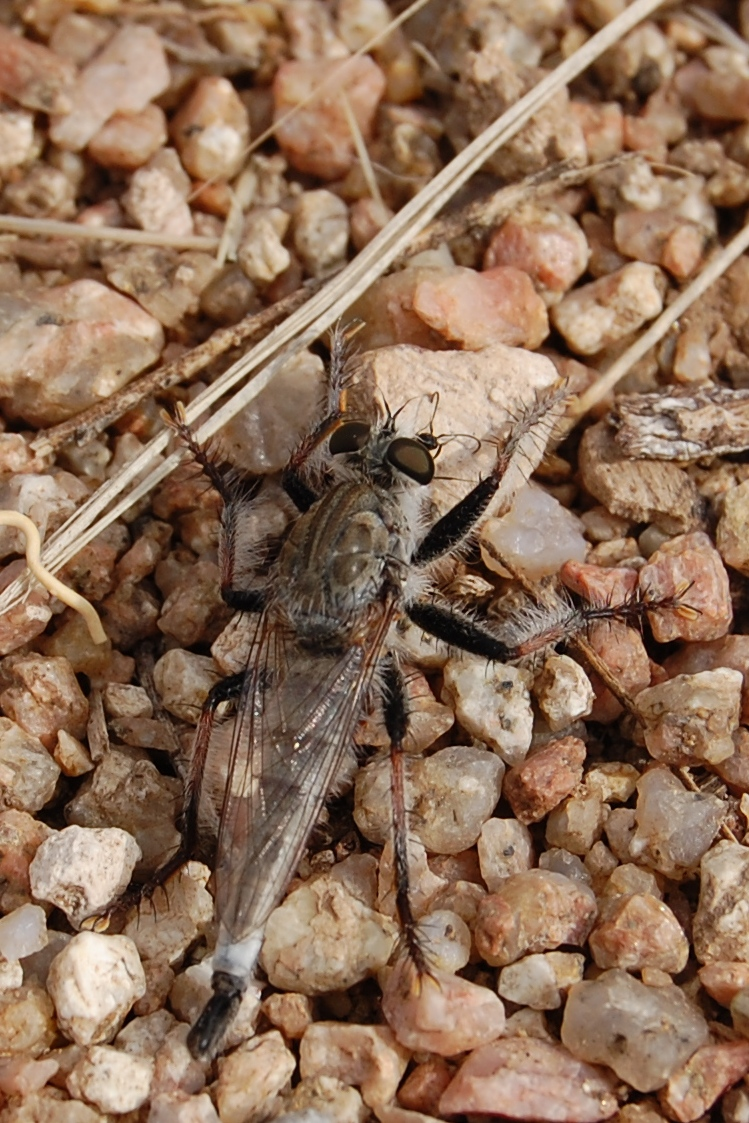
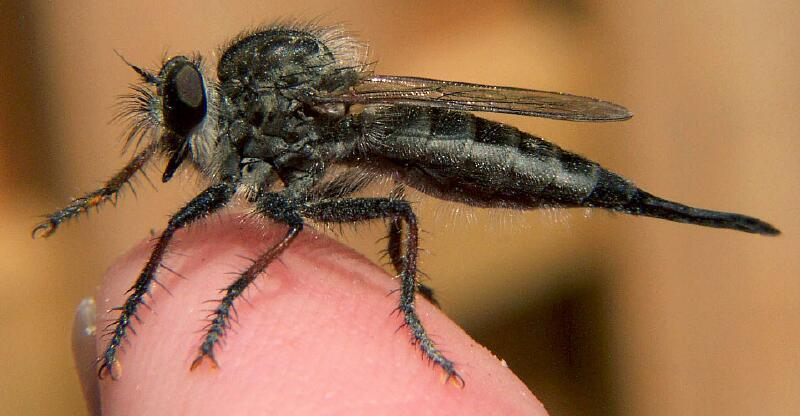
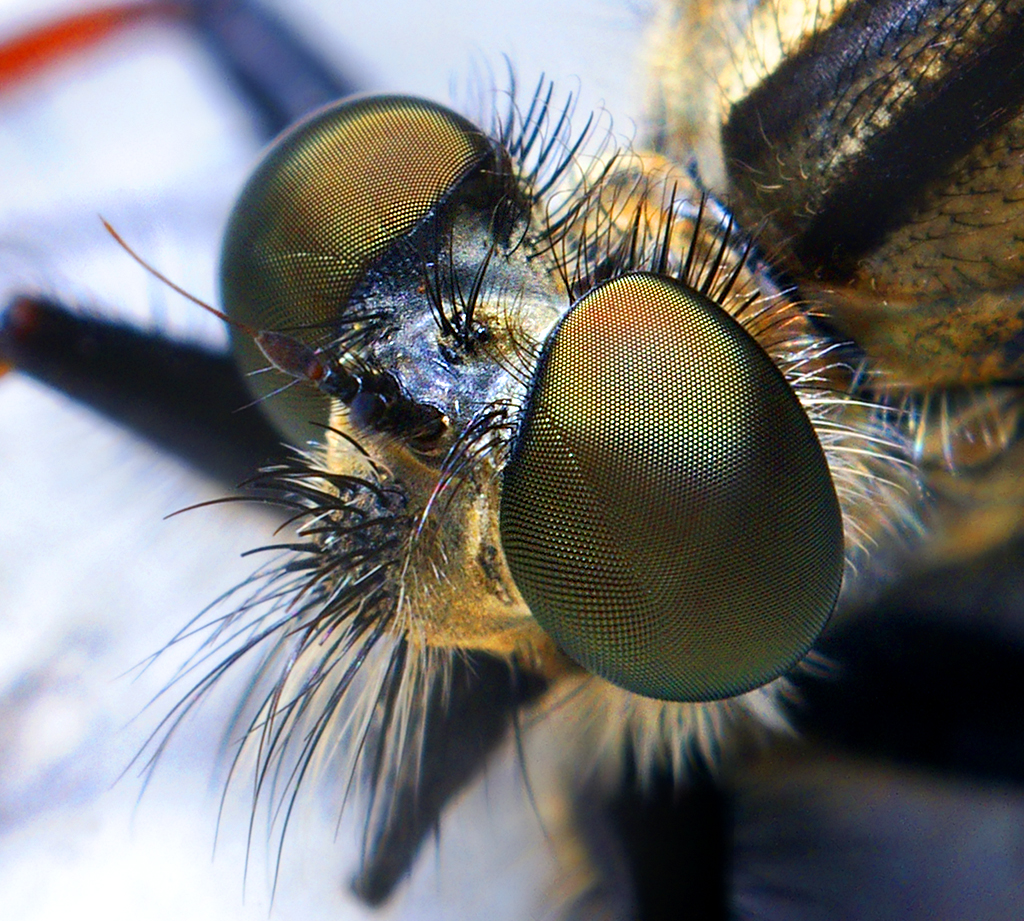